# عمدة لندن
عمدة لندن هو منصب سياسي انتخابي في العاصمة البريطانية لندن، يلعب عمدة لندن دوراً حيوياً في إدارة العاصمة، وتتضمن مهامه عدة أمور وهي وضع الخطط والاستراتيجيات والسياسات لسكان العاصمة لندن. ويعتبر عمدة لندن الرئيس التنفيذي لحكومة لندن، كما يدير ميزانية تبلغ نحو 14 مليار جنيه إسترليني، من أجل إدارة المواصلات والشرطة وخدمات الإطفاء وتعزيز الاقتصاد في لندن. ويقوم عمدة لندن بتمثيل العاصمة سواءً في الداخل أو في الخارج. ويعمل مع عمدة لندن العديد من المنظمات منها جمعية لندن، وهو مجلس منتخب من مهامه فحص أنشطة عمدة لندن، وعند اكتمال نصاب الثلثين فإن المجلس له الحق في تعديل ميزانية السنوية للمدينة ورفض المسودة القانونية لمشروعات العمدة.

## الخلفية التاريخية
صوّت سكان لندن خلال استفتاء عام 1998 لتكوين هيكل حكومي جديد للندن الكبرى، بعد أن تم إلغاء مجلس لندن الكبرى، وتضمنت التعديلات الجديدة انتخاب عمدة للعاصمة العريقة مباشرة.
ويتم انتخاب العمدة كل 4 سنين، على أن تجري الانتخابات في شهر مايو، ويعتبر منصب عمدة لندن من أهم المناصب في بريطانيا بعد منصب رئيس الوزراء، ويبلغ مرتب العمدة نحو 143,911 ألف جنيه إسترليني، أي نفس مرتب رئيس الوزراء.

## قائمة من فازوا بالمنصب
حزب الاستقلال
  حزب العمال
  حزب المحافظين
| الإسم | الإسم          | صورة | فترة المنصب | فترة المنصب | الانتخابات | الحزب السياسي | الوظائف السابقة |
| ----- | -------------- | ---- | ----------- | ----------- | ---------- | ------------- | --- |
|       | كين ليفنتجستون |      | 4 مايو 2000 | 4 مايو 2008 | 2000       | حزب الاستقلال | فني في تشيستر بيتي مختبر أبحاث السرطان رئيس مجلس لندن الكبرى نائب في برنت الشرقية (1987–2001)                               |
|       | كين ليفنتجستون | 2004 | 4 مايو 2000 | 4 مايو 2008 | حزب العمال |               | فني في تشيستر بيتي مختبر أبحاث السرطان رئيس مجلس لندن الكبرى نائب في برنت الشرقية (1987–2001)                               |
|       | بوريس جونسون   |      | 4 مايو 2008 | 7 مايو 2016 | 2008 2012  | حزب المحافظين | صحفي في صحيفة الشاهد البريطانية (1999-2005) نائب في هينلي (2001–2008)                                                       |
|       | صادق خان       |      | 7 مايو 2016 | حتى الآن    | 2016       | حزب العمال    | محامي حقوق الإنسان نائب في توتينغ (2005–حتى الآن) وزير الدولة لشؤون النقل (2009–2010) وكيل حكومي في وزارة العدل (2010–2015) |